# Lucas Cranach cel Tânăr

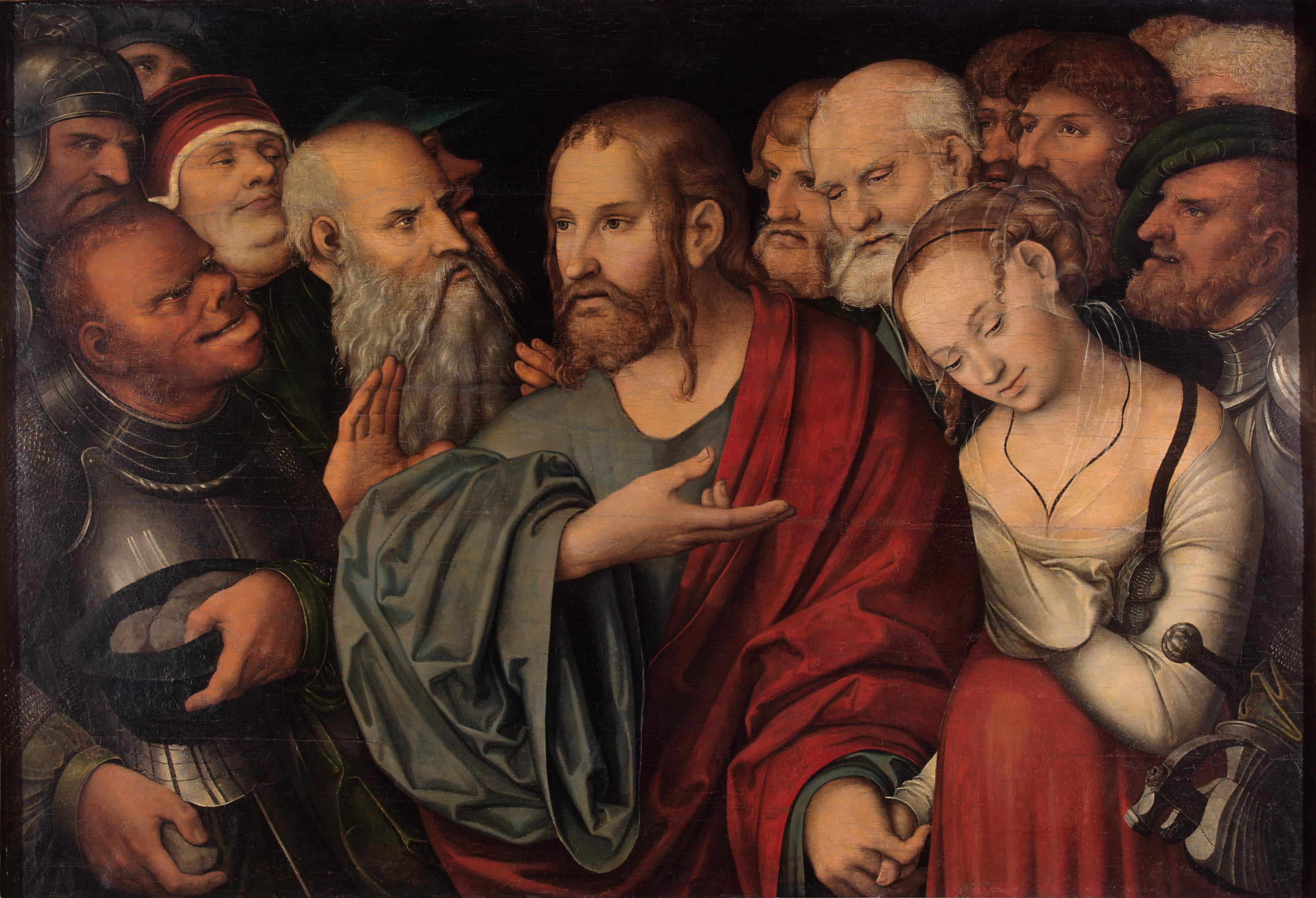
Hristos și Femeia prinsă în Adulter
Muzeul Ermitaj, Rusia

Lucas Cranach cel Tânăr (în germană:Lucas Cranach der Jüngere; n. 4 octombrie 1515, Lutherstadt Wittenberg, Principatul Saxoniei – d. 25 ianuarie 1586, Lutherstadt Wittenberg, Principatul Saxoniei) a fost un renascentist german, pictor și portretist, fiul lui Lucas Cranach cel Bătrân.

## Biografie
Lucas Cranach cel Tânăr s-a născut în Wittenberg pe 4 octombrie 1515, ca fiul cel mai mic al lui Lucas Cranach cel Bătrân și al Barbarei Brengebier. Și-a început cariera ca ucenic în atelierul tatălui său, alături de fratele lui Hans. De acum înainte, reputația și faima lui au crescut. După moartea tatălui său, el și-a asumat controlul asupra atelierului.
Pe data de 20 februarie 1541, el s-a căsătorit cu Barbara Brück, care i-a dat trei fii și o fiică. Ea murit în 10 februarie 1550 și, ulterior, Cranach s-a recăsătorit, nunta cu Magdalena Schurff a fost pe data de 24 mai 1551.
El este cunoscut pentru portretele și versiuni simple ale unor alegorii și scene mitice. Stilul picturilor sale sunt atât de asemănătoare cu cele ale tatălui său că au existat unele dificultăți în atribuirea lucrărilor lor. 

## Lucrări

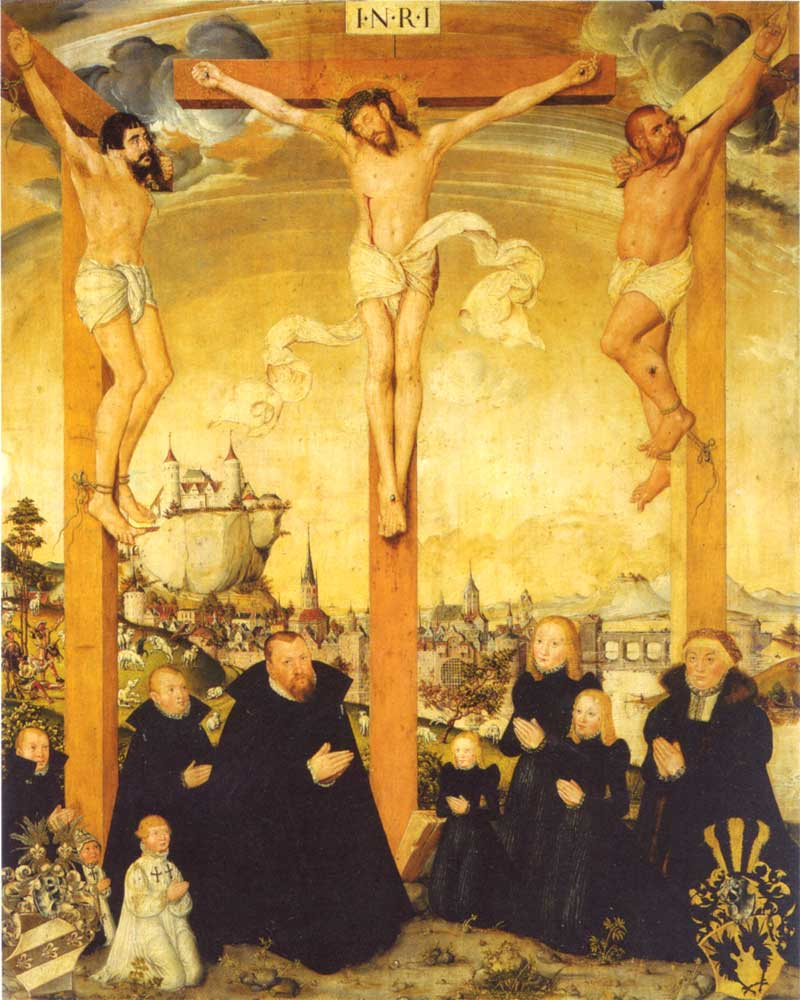
Portretul lui Georg Cracovia cu familia
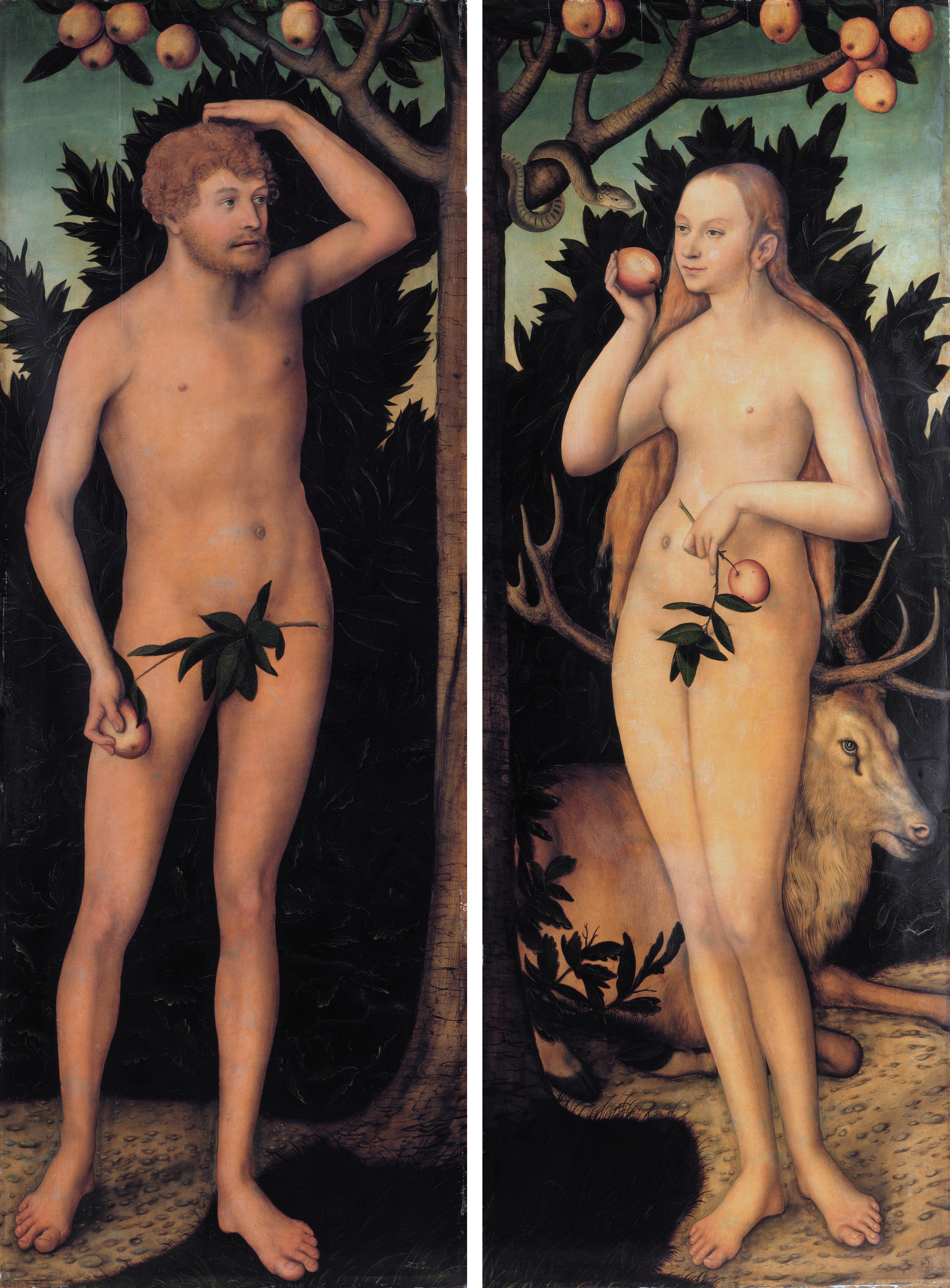
Adam și Eva
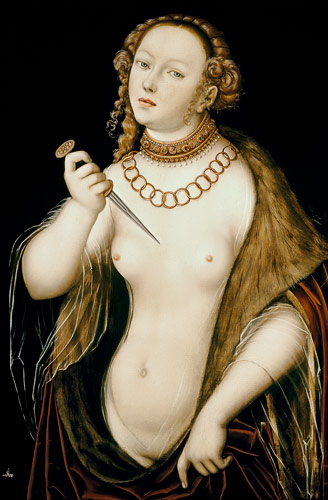
Lucreția (1538)
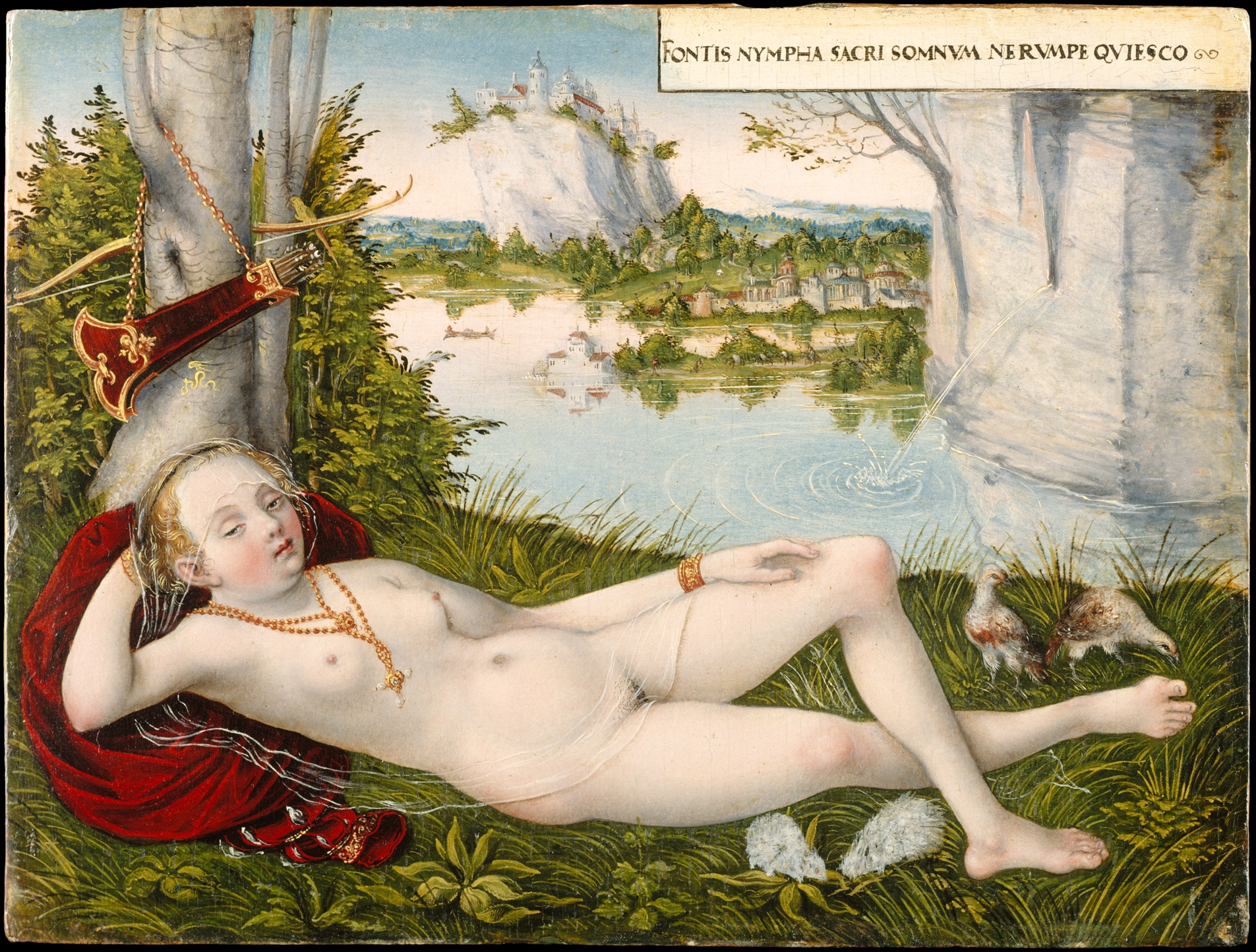
Nimfa Primăvara (1545-1550)
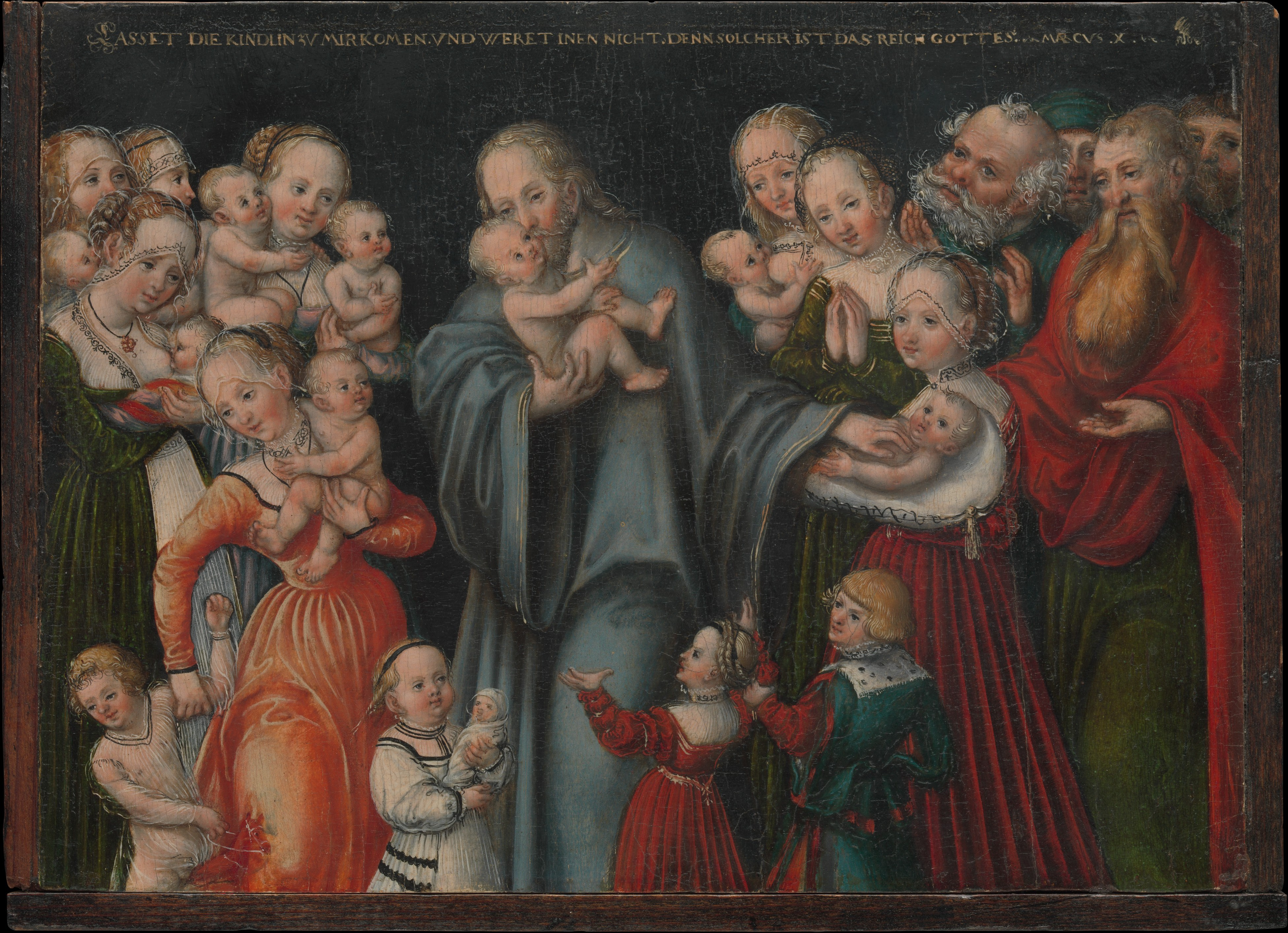
Hristos binecuvântând copiii (1545-1550)
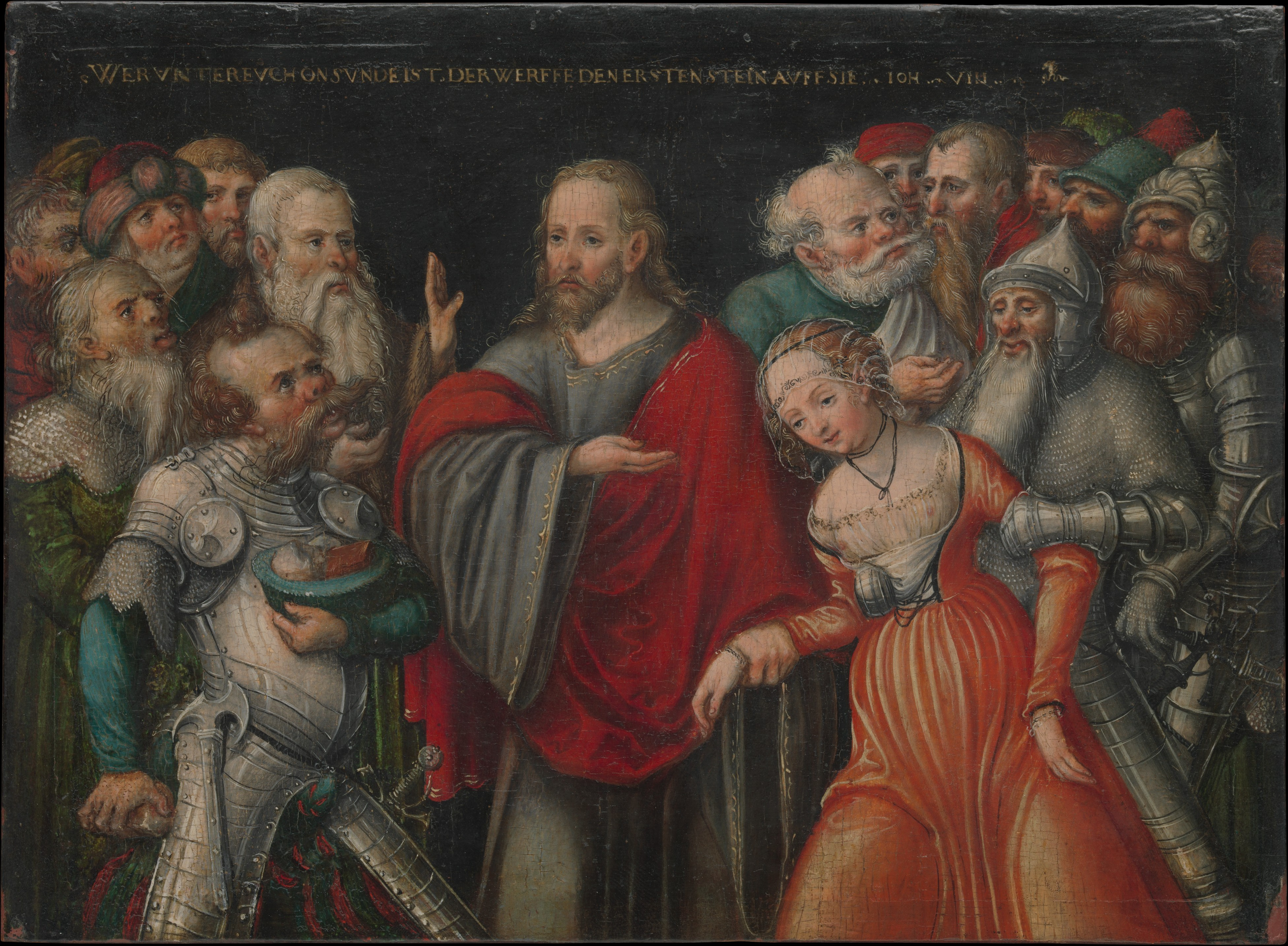
Hristos și adultera (1545-1550)
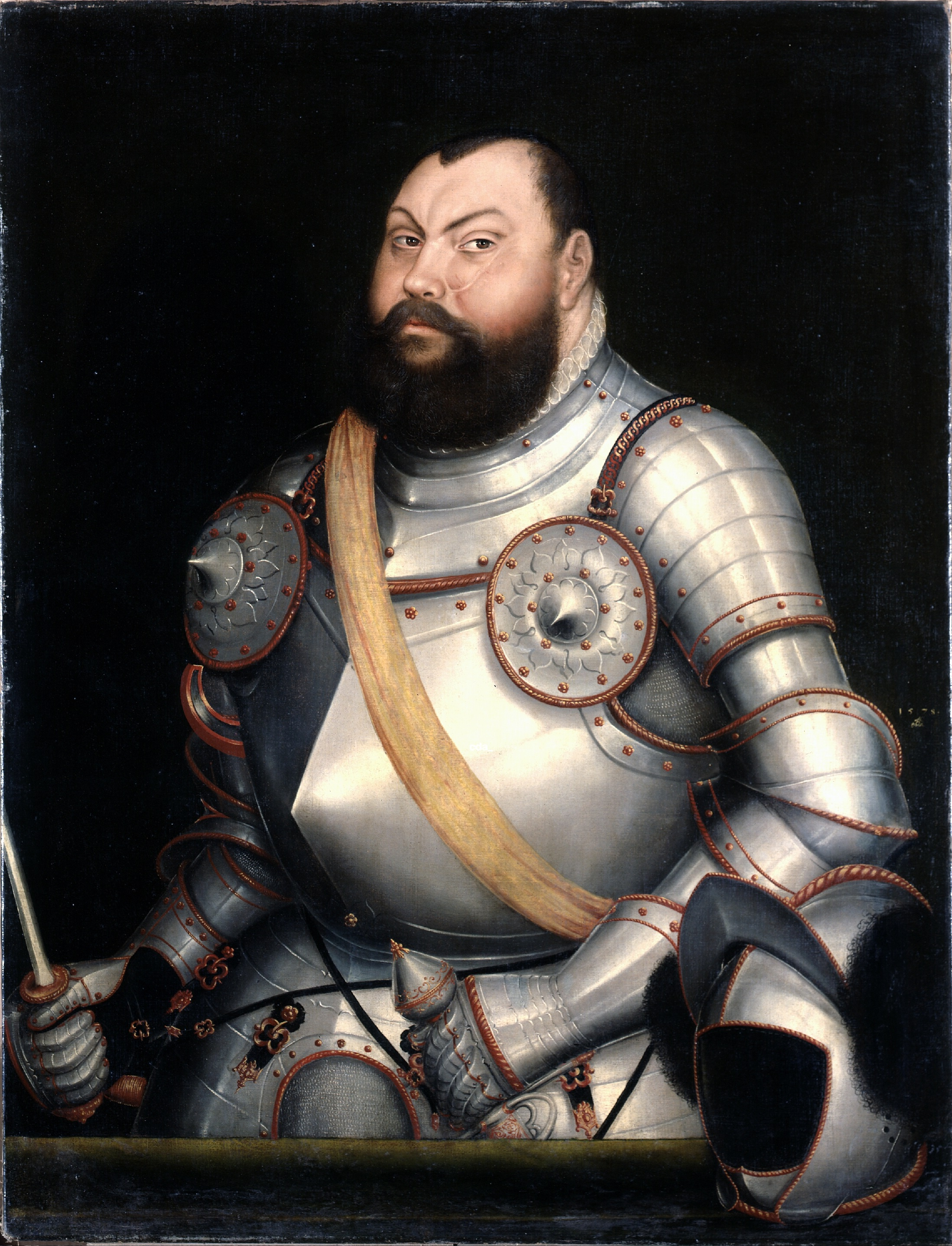
Prințul Johann Friedrich I, Elector de Saxonia (1578)